# Eugowra fusca
Eugowra fusca är en tvåvingeart som beskrevs av Daniel J. Bickel 2006. Eugowra fusca ingår i släktet Eugowra och familjen dansflugor. Inga underarter finns listade i Catalogue of Life.